# Xiazhi
Xiàzhì (pīnyīn), Geshi (rōmaji) eller Haji (romaja) (kinesiska och japanska: 夏至; koreanska: 하지; vietnamesiska: Hạ chí; bokstavligen ”sommarsolståndet”) är den tionde solarperioden i den traditionella östasiatiska lunisolarkalendern (kinesiska kalendern), som delar ett år i 24 solarperioder (節氣). Xiazhi börjar när solen når den ekliptiska longituden 90°, och varar till den når longituden 105°. Termen hänvisar dock oftare till speciellt den dagen då solen ligger på exakt 90° graders ekliptisk longitud. I den gregorianska kalendern börjar xiazhi vanligen omkring den 21 juni och varar till omkring den 7 juli.
Solstånden (liksom dagjämningarna) markerar mitten av årstiderna i traditionella östasiatiska kalendrar. Det kinesiska tecknet 至 betyder ”extrem”, så termen för sommarsolståndet betyder ”sommarens toppunkt”.